# Stenomacrus dendrolimi
Stenomacrus dendrolimi är en stekelart som först beskrevs av Matsumura 1926.  Stenomacrus dendrolimi ingår i släktet Stenomacrus och familjen brokparasitsteklar. Inga underarter finns listade i Catalogue of Life.